# Хаббард, Гардинер Грин
Гардинер Грин Хаббард (англ. Gardiner Greene Hubbard; 25 августа 1822, Бостон — 11 декабря 1897) — первый президент Национального географического общества, юрист, бизнесмен. Известен как советник президентов, государственных деятелей и учёных, а также спонсор изобретателя А. Г. Белла.
После избрания президентом, Хаббард заявил: «Мой интерес к географии такой, какой должен быть у любого образованного человека» и «Состав нашего Общества не будет ограничен профессиональными географами, но будет включать большое число тех, кто заинтересован в том, чтобы мы смогли больше узнать о том мире, в котором живем».
В его честь названа медаль Хаббарда, которую Национальное географическое общество присуждает за выдающиеся исследования и путешествия, и ледник на Аляске.

## Ранняя жизнь
Хаббард родился, вырос и получил образование в Бостоне, штат Массачусетс у Сэмюэла Хаббарда (2 июня 1785 — 24 декабря 1847), судьи Верховного суда штата Массачусетс и Мэри Грин (19 апреля 1790 — 10 июля 1827). Его младшим братом был Чарльз Эустис Хин (1842—1928), который позже стал первым секретарем и клерком телефонной компании.
Хаббард был внуком бостонского купца Гардинера Грина. Он также был потомком Лайона Гардинера, раннего английского поселенца и солдата в Новом Свете, который основал первое английское поселение в том, что позже стало штатом Нью-Йорк, и чье наследие включает остров Гардинеров, который остается в семье.
Он учился в Академии Филлипса в Андовере и окончил Дартмут в 1841 году. Затем он изучал право в Гарварде и был принят в коллегию адвокатов в 1843 году.

## Карьера
Сначала он обосновался в Кембридже и поступил на работу в бостонскую юридическую фирму Бенджамина Роббинса Кертиса. Там он стал активно работать в местных учреждениях. При активном участии Гардинера была основана Конная Железная дорога (Cambridge Horse Railroad Company) и газовое освещение в Кэмбридже (Cambridge Gas Light Company). Хаббард также сыграл ключевую роль в основании школы Кларка для глухих в Нортгемптоне, штат Массачусетс. Это была первая устная школа для глухих в США, и Хаббард оставался попечителем до конца жизни.
В конце 1860-х годов Хаббард лоббировал Конгресс, чтобы принять Билль о почтовом телеграфе США, известный как Билль Хаббарда, но законопроект не прошел. Для того, чтобы привлечь инвесторов к своему проекту, Гардинер Хаббард пытался создать мультиплексный телеграф, который бы мог передавать несколько сообщений одновременно по одному проводу. Но Вестерн Юнион оказалась опередила его. В 1872-м году компания Вестерн Юнион приобрела права на дуплексный телеграф Джозефа Стернса (Joseph Stearns), который мог посылать встречные сообщения по одному проводу одновременно. В 1874-м году Вестерн Юнион приобрела квадруплексный телеграф Томаса Эдисона (Thomas Edison), который удвоил этот показатель. Для приобретения таких патентов Хаббард и его компаньон Томас Сандерс (сын которого был глухим и учился у Александра Белла) финансировали эксперименты Александра Грейама Белла и разработку мультиплексного телеграфа, что впоследствии привело к его изобретению телефона. После ухода Кертиса на пенсию, Хаббард переехал в Вашингтон, округ Колумбия, где продолжал заниматься юридической практикой ещё 5 лет. В 1876 году он был назначен президентом грантом для определения надлежащих тарифов на железнодорожную почту и служил комиссаром на Промышленной Выставке в Филадельфии, которая была посвящена столетию Независимости США.

### Телефонная компания Bell
9 июля 1877 года Хаббард организовал телефонную компанию «Белл», президентом которой был он сам, казначеем — Томас Сандерс, а главным электриком-Белл. Гардинер Хаббард был тесно связан с Bell Telephone Company, которая впоследствии превратилась в National Bell Telephone Company, а затем в American Bell Telephone Company, объединившись с более мелкими телефонными компаниями во время своего роста. Американская телефонная компания Bell Telephone Company в самом конце 1899 года превратилась в AT&T, временами крупнейшую телефонную компанию в мире. Хаббарду приписывают роль предпринимателя, который распространил телефон по всему миру.

### Компания по производству фонографов Edison Speaking
Хаббард также стал основным инвестором в компанию Edison Speaking Phonograph Company. Когда Эдисон пренебрегал разработкой фонографа, который при его создании был едва функциональным, Хаббард помог своему зятю, Александру Грейаму Беллу, организовать конкурирующую компанию в 1881 году, которая разработала покрытые воском картонные цилиндры и диски для использования на графофоне. Эти усовершенствования были изобретены двоюродным братом Александра — Честером Беллом (химиком) и Чарльзом Самнером Тейнтером, изготовителем оптических приборов, в лаборатории Вольты в Вашингтоне, округ Колумбия. Хаббард и Честер Белл обратились к Эдисону по поводу объединения своих интересов, но Эдисон отказался, в результате чего Ассоциация лабораторий Вольта объединила акции своей Volta Graphophone Company с компанией, которая позже превратилась в Columbia Records в 1886 году.

### Другие проекты
Хаббард также интересовался общественной стороной науки. После переезда в Вашингтон он был одним из основателей и первым президентом Национального географического общества. Сегодня медаль Хаббарда вручается за выдающиеся достижения в области исследований и открытий. В 1897 он также помог спасти основанную в 1848 году Американскую ассоциацию содействия развитию науки A.A.A.S от финансовой опасности и вымирания, позволив ей приобрести в 1883 году журнал «Наука», который он также основал. Он служил попечителем колумбийского университета с 1883 года до своей смерти. Был регентом Смитсоновского института. Он создал большую коллекцию офортов и гравюр, которые были отданы его вдовой в библиотеку Конгресса с фондом для дополнений. В 1894 году Хаббард был избран членом Американского антикварного общества.

## Личная жизнь
В 1846 году Хаббард женился на Гертруде Мерсер Маккёрди (1827—1909), дочери Роберта Генри Маккёрди (известного бизнесмена из Нью-Йорка) и Гертруды Мерсер Ли (племянница Теодора, сенатора Соединенных Штатов и бывшего кандидата в вице-президенты). Её брат, Ричард Маккарди, занимал пост президента компании Mutual Life Insurance Company в Нью-Йорке.
У них было шестеро детей:
1. Роберт Хаббард (1847—1849), умерший молодым;
2. Гертруда Маккарди Хаббард (1849—1886), вышедшая замуж за Мориса Невилла Гроссмана (1843—1884);
3. Мейбл Гардинер Хаббард (1859—1923), которая вышла замуж за Александра Грейама Белла, сына Александра Мелвилла Белла, в 1877 году;
4. Роберта Уолкотт Хаббард (1859—1885), которая вышла замуж за Чарльза Джеймса Белла (1858—1929), сына Дэвида Чарльза Белла и двоюродного брата Александра Грейама Белла, в 1881 году;
5. Грейс Хаббард (1865—1948), которая вышла замуж за мужа своей сестры Роберты Чарльза в 1887 году после смерти Роберты во время родов в 1885 году;
6. Мэриан Хаббард (1867—1869), которая тоже умерла молодой.

Дочь Гардинера Хаббарда — Мейбл, оглохла в возрасте пяти лет от скарлатины. Позже она стала ученицей Александра Грейама Белла, который учил глухих детей, и в конце концов они поженились.